# کوه کئوگاتاکه (کاناگاوا)
کئوگاتاکِه (به ژاپنی: 経ヶ岳 Kyogatake) در استان کاناگاوا در کوهستان تانزاوا و نزدیک شهر آتسوگی (厚木市) قرار دارد. ارتفاع این کوه ۶۳۳ متر است و یکی کوه‌های تشکیل‌دهندهٔ رشته کوه‌های بوکا محسوب می‌شود.

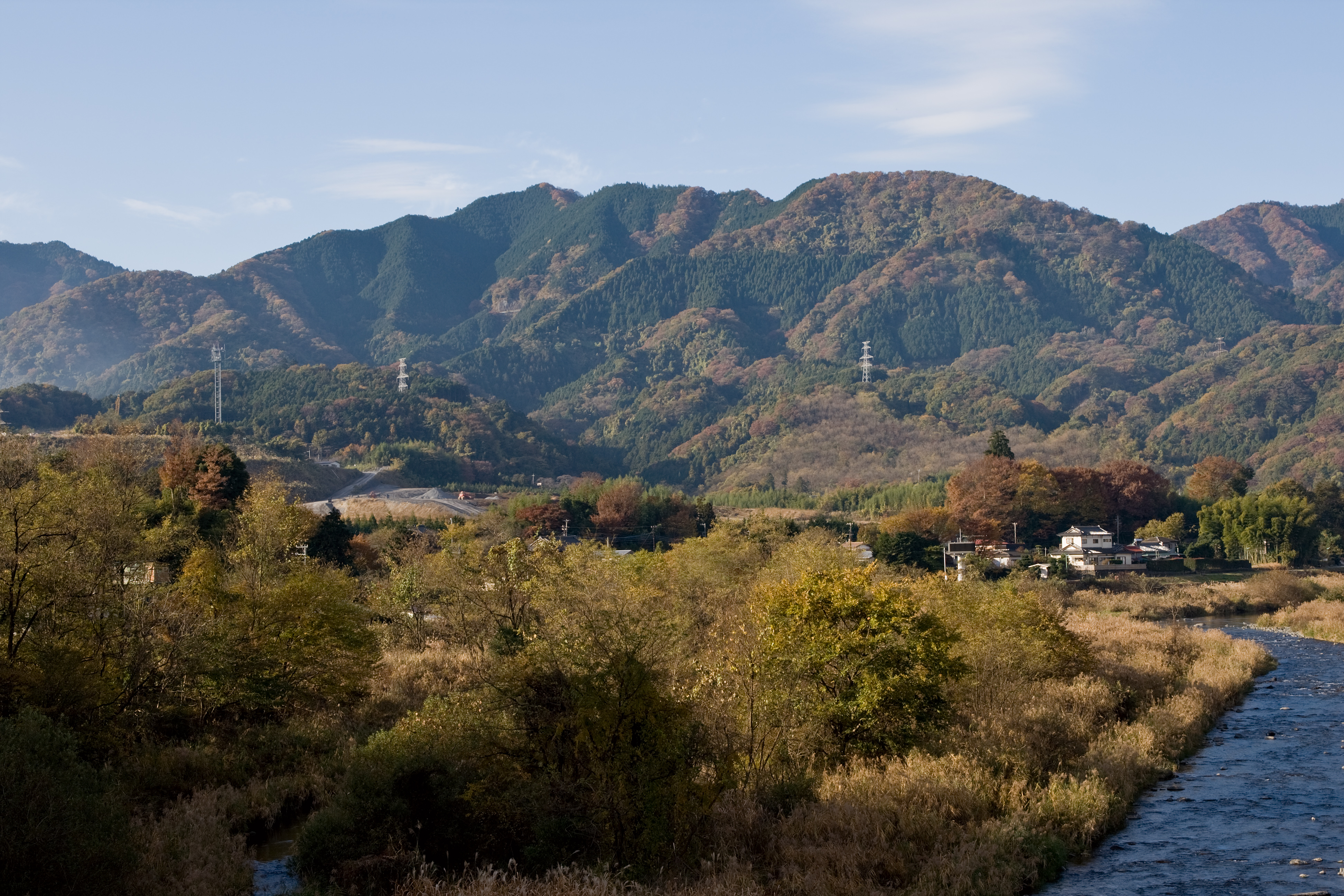
کوه کئوگاتاکه (経ヶ岳).